# Symphurus arawak
Symphurus arawak és un peix teleosti de la família dels cinoglòssids i de l'ordre dels pleuronectiformes.